# 672-es busz
A 672-es jelzésű elővárosi autóbusz Budapest, Vermes Miklós utca és Halásztelek, Ady Endre utca között közlekedik, kizárólag egy irányban. Csak iskolai előadási napokon üzemel egy indulással, érinti Szigetszentmiklós és Szigethalom központját is.

## Megállóhelyei
| 0                                                  | Budapest, Vermes Miklós utca induló végállomás | |
| 2                                                  | Budapest, Karácsony Sándor utca                | 36, 38, 38A, 71, 138, 148, 159, 238, 278 673, 674, 675, 676, 688, 690                              |
| 4                                                  | Budapest, Csepel, HÉV-állomás                  | 38, 38A, 138, 238, 278 673, 674, 675, 676, 688, 690                                                |
| 7                                                  | Budapest, Tejút utca                           | 38, 38A, 138, 238, 278 673, 674, 675, 676, 688, 690                                                |
| 8                                                  | Budapest, Csepeli temető                       | 38, 38A, 138, 238, 278 673, 674, 675, 676, 690                                                     |
| Budapest–Szigetszentmiklós közigazgatási határa    |                                                | |
| 18                                                 | Szigetszentmiklós, városháza                   | 38, 238, 279, 279B, 280, 280B 673, 674, 675, 676, 678, 682, 683, 684, 689, 691                     |
| 20                                                 | Szigetszentmiklós, Városi Könyvtár             | 38, 279, 279B 673, 674, 682, 683, 684                                                              |
| 21                                                 | Szigetszentmiklós, Miklós Pláza                | 38, 279, 279B 673, 674                                                                             |
| 23                                                 | Szigetszentmiklós, József Attila utca          | 38, 238, 279, 279B, 280, 280B 673, 674, 675, 676, 689, 691                                         |
| 24                                                 | Szigetszentmiklós, Határ utca                  | 673, 674                                                                                           |
| 27                                                 | Szigetszentmiklós, Szigethalmi elágazás        | 673, 674, 675, 676                                                                                 |
| Szigetszentmiklós–Szigethalom közigazgatási határa |                                                | |
| 29                                                 | Szigethalom, autóbusz-állomás                  | 660, 661, 663, 664, 665, 667, 668, 673, 674, 675, 676, 684, 689, 690, 691, 692, 693, 694, 695, 696 |
| 31                                                 | Dunai Repülőgépgyár                            | 690                                                                                                |
| 33                                                 | Hangárok                                       | 690                                                                                                |
| Szigethalom–Halásztelek közigazgatási határa       |                                                | |
| 35                                                 | Halásztelek, Diófasor utca                     | 690                                                                                                |
| 37                                                 | Halásztelek, Kossuth Lajos utca                | 688, 690                                                                                           |
| 39                                                 | Halásztelek, Kisgyár utca                      | 688, 690                                                                                           |
| 41                                                 | Halásztelek, Ady Endre utca érkező végállomás  | 688, 690                                                                                           |